# Anklesvar
Anklesvar là một thành phố và khu đô thị của quận Bharuch thuộc bang Gujarat, Ấn Độ.

## Nhân khẩu
Theo điều tra dân số năm 2001 của Ấn Độ, Anklesvar có dân số 67.952 người. Phái nam chiếm 53% tổng số dân và phái nữ chiếm 47%. Anklesvar có tỷ lệ 76% biết đọc biết viết, cao hơn tỷ lệ trung bình toàn quốc là 59,5%: tỷ lệ cho phái nam là 80%, và tỷ lệ cho phái nữ là 71%. Tại Anklesvar, 13% dân số nhỏ hơn 6 tuổi.